# Herpis philippina
Herpis philippina är en insektsart som först beskrevs av Frederick Arthur Godfrey Muir 1917.  Herpis philippina ingår i släktet Herpis och familjen Derbidae. Inga underarter finns listade i Catalogue of Life.